# Saint-Julien-de-Chédon
Saint-Julien-de-Chédon település Franciaországban, Loir-et-Cher megyében. Lakosainak száma 777 fő (2022. január 1.). Saint-Julien-de-Chédon Céré-la-Ronde, Angé, Faverolles-sur-Cher és Montrichard-Val-de-Cher községekkel határos.

## Népesség
A település népessége az elmúlt években az alábbi módon változott:
| Lakosok száma | 560  | 717  | 733  | 713  | 746  | 756  | 756  | 753  | 751  | 777  |
|               | 1968 | 1982 | 1990 | 2006 | 2013 | 2015 | 2017 | 2019 | 2020 | 2022 |